# Yu Hua
Yu Hua (n. 3 aprilie 1960, Hangzhou, Republica Populară Chineză) este un scriitor chinez. A fost tradus în engleză, franceză, germană, spaniolă, portugheză, rusă, italiană, olandeză, cehă, poloneză, română, maghiară, suedeză, sârbă, turcă, persană, ebraică, coreeană și mongolă. Este cunoscut pentru romanele „În viață” și  „Cronica unui negustor de sânge”.